# Mokokwana
Mokokwana est une ville du Botswana.